# 金龍客車

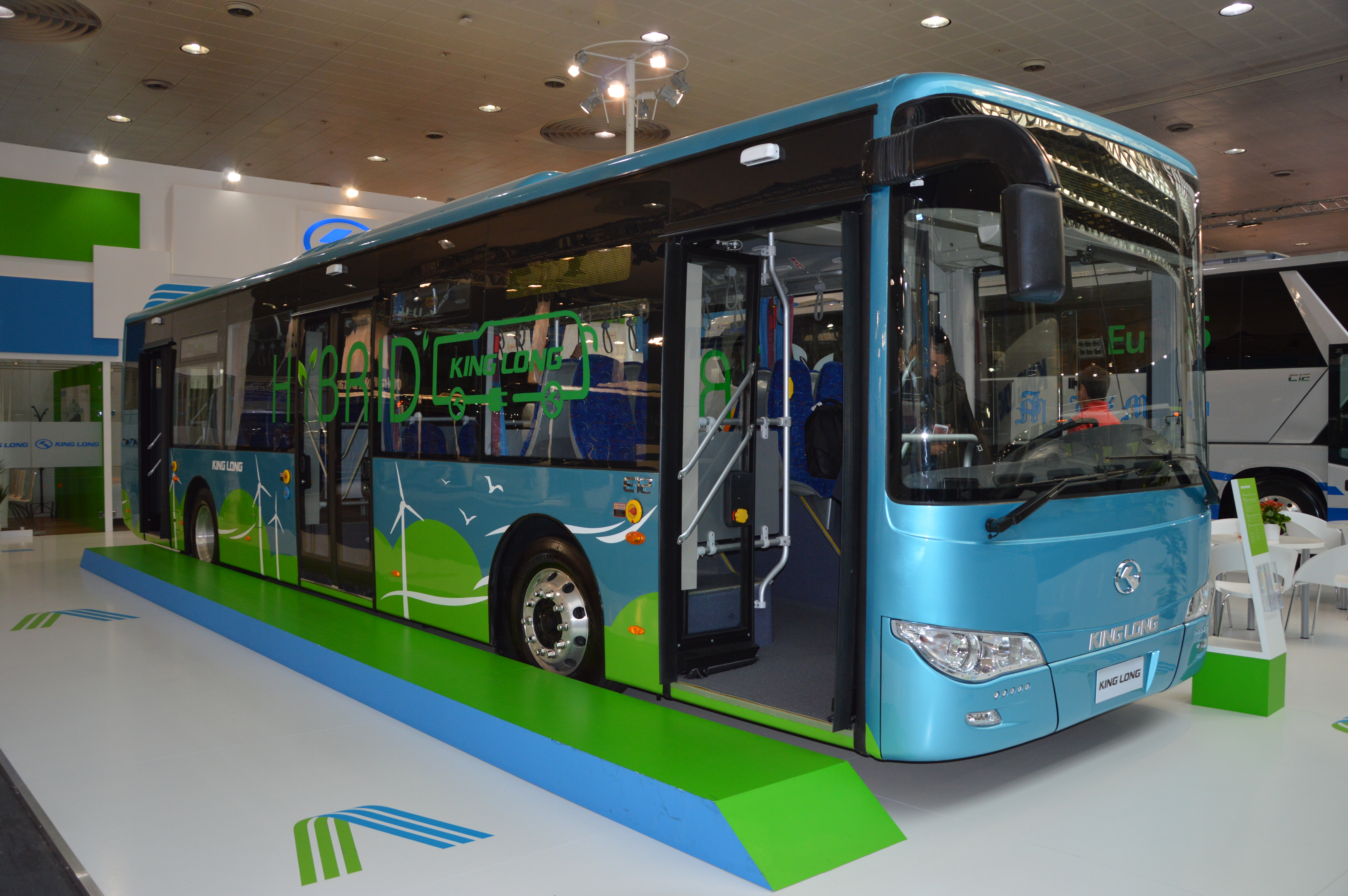
金龍客車 フランクフルトモーターショー2014とのハイブリッドバス

金龍客車（ジンロンきゃくしゃ、簡体字: 金龙客车）は、中国の厦門金竜連合汽車工業有限公司グループに属する中国最大のバス車両メーカーである。中国における略称は大金龍（大金龙）。その他海外ではKing Longという名でブランド展開を行っている。

## 歴史

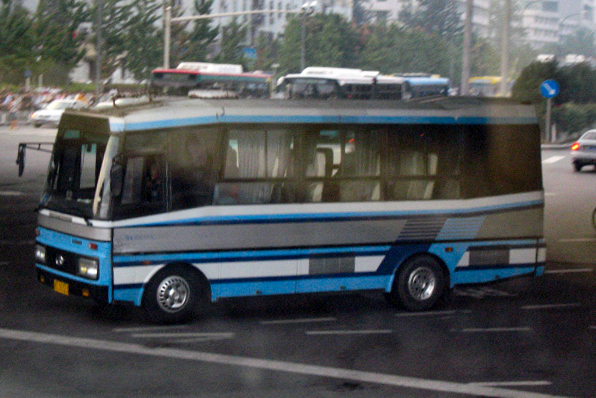
最初の車種（XMQ6700）

1988年12月に福建省廈門に設立された。その後、合弁企業となり廈門金龍汽車集団（キンロン・グループ）が50%、廈門市立投資会社と台湾の三陽工業がそれぞれ25%ずつ株主となっている。グループ内に3つの子会社があり下記のブランドを展開している。
2018年、百度と共同開発を進めていた自動運転バス「アポロン」の量産を開始。百度側は、自動運転の定義いうレベル4（高度自動運転）に達していると発表している。

## ブランド
廈門金龍聯合汽車工業有限公司（厦门金龙联合汽车工业有限公司）
商品名（中国語：金龍（金龙） / ジンロン）(英語:KING LONG)
廈門金龍旅行車有限公司（厦门金龙旅行车有限公司）
商品名（中国語：金旅 / ジンリュウ）(英語:Golden Dragon)
金龍聯合汽車工業（蘇州）有限公司（金龙联合汽车工业（苏州）有限公司）
商品名（中国語：海格 / ハイグァー）(英語:Higer)

### ライトバン

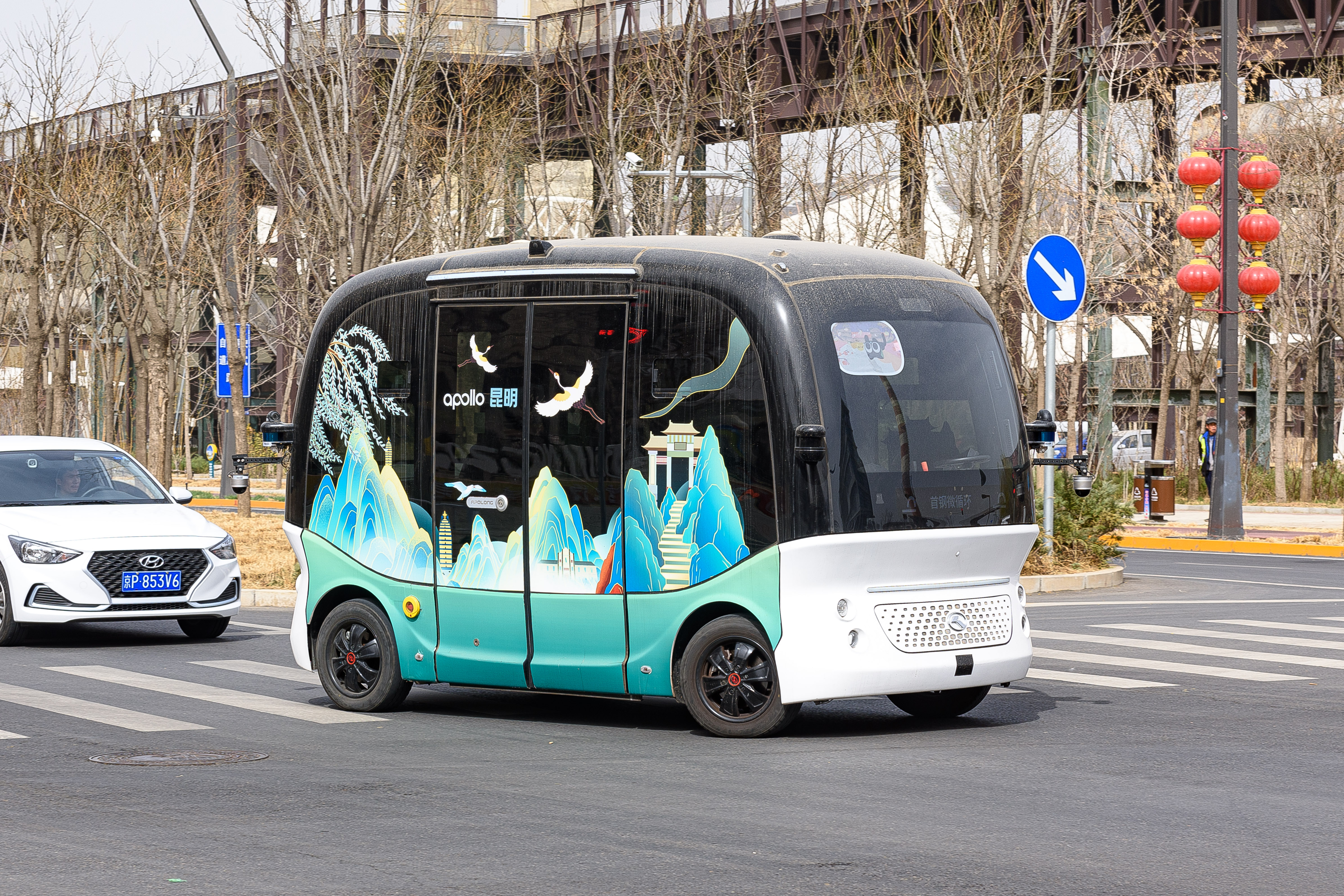
アポロン

## 車種一覧

### バス

#### 国内向け

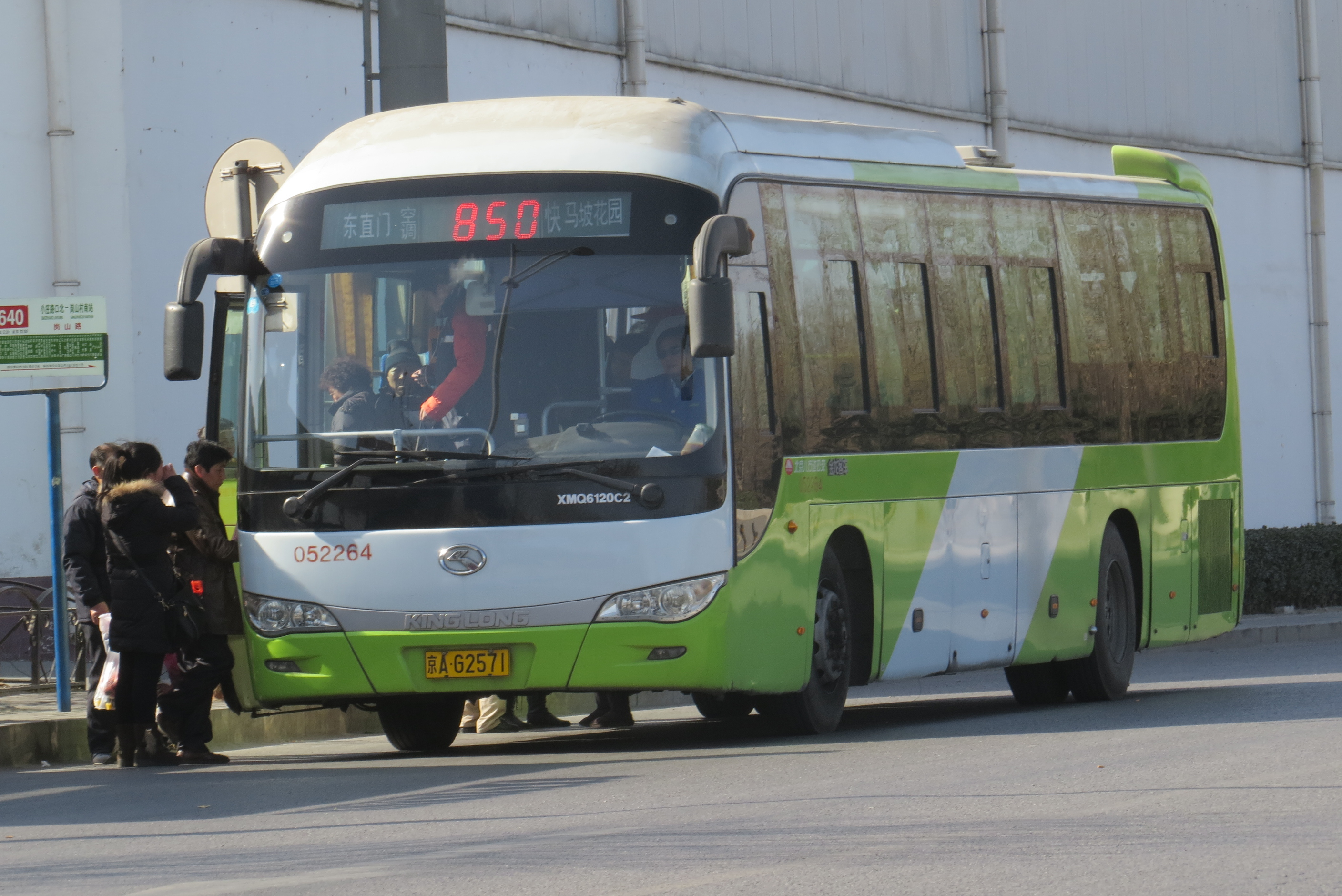
金龍客車XMQ6120C2

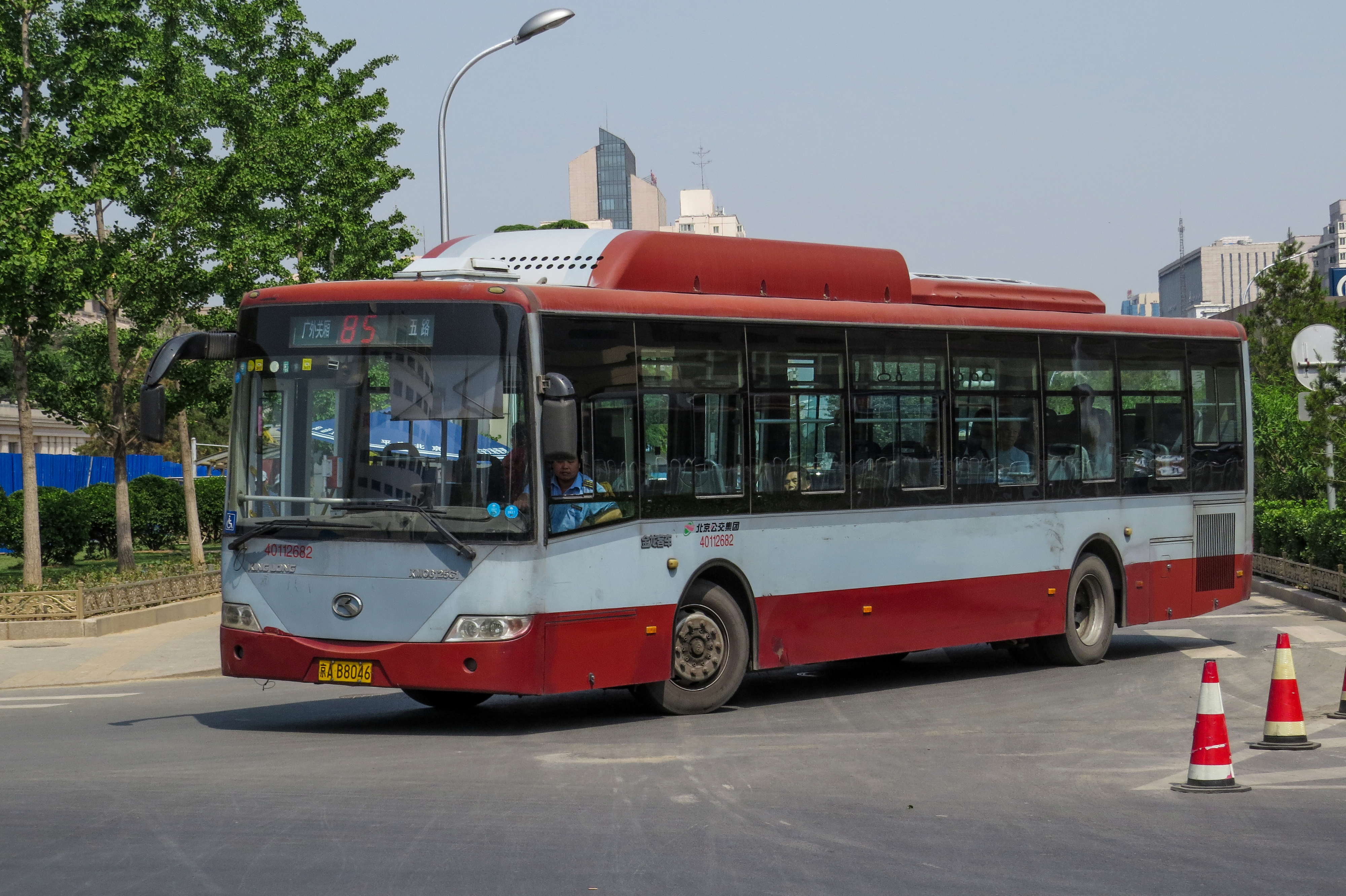
XMQ6125G1形CNGノンステップバス

- XMQ6996Y
- XMQ6111Y
- XMQ6118MMC
- XMQ6119T
- XMQ6117Y
- XMQ6118G
- XMQ6126Y
- XMQ6127
- XMQ6140Y

#### 台湾向け
- 6121G
- 6858

#### シンガポール向け
- XMQ6117K
- XMQ6118K MMC
- XMQ6996K
- XMQ6800K
- XMQ6121G ハイブリッド
- XMQ6900K
- XMQ6129K

#### 欧州向け
- XMQ6110
- XMQ6120 シティ・バス
- XMQ6886 9m ミディーバス
- XMQ6122 12m コーチ
- XMQ6127 12m コーチ
- XMQ6129 12m コーチ